# 极速前进2
《极速前进2》是流行的真人秀电视系列剧极速前进的第二季。它于2002年3月11日开始播放，同年5月15日播放完毕。

## 結果
這裡列出了所有參賽隊伍的比賽結果，以最終比賽成績為順序列出：
| 隊伍              | 關係                  | 排名（每段賽程） | 排名（每段賽程） | 排名（每段賽程） | 排名（每段賽程） | 排名（每段賽程） | 排名（每段賽程） | 排名（每段賽程） | 排名（每段賽程） | 排名（每段賽程） | 排名（每段賽程） | 排名（每段賽程） | 排名（每段賽程） | 排名（每段賽程） | 路障完成狀況       |
| 隊伍              | 關係                  | 1ƒ               | 2                | 3ƒ               | 4                | 5ƒ               | 6ƒ               | 7                | 8ƒ               | 9                | 10               | 11               | 12               | 13               | 路障完成狀況       |
| ----------------- | --------------------- | ---------------- | ---------------- | ---------------- | ---------------- | ---------------- | ---------------- | ---------------- | ---------------- | ---------------- | ---------------- | ---------------- | ---------------- | ---------------- | ------------------ |
| Chris & Alex      | 終生好友              | 6th              | 2nd              | 7th              | 7th6             | 1st              | 6th              | 2nd              | 2nd              | 1stƒ             | 3rd              | 3rd              | 3rd              | 1st              | Chris 5, Alex 6    |
| Tara & Wil        | 離婚夫婦              | 1st              | 3rd              | 2nd              | 3rd              | 3rd              | 5th              | 3rd              | 4th7             | 3rd              | 2nd              | 1stƒ             | 1st8             | 2nd              | Tara 4, Wil 7      |
| Blake & Paige     | 兄妹                  | 4th1             | 9th              | 5th2             | 4th              | 4th              | 3rd              | 5th              | 5th7             | 2nd              | 1stƒ             | 2nd              | 1st              | 3rd              | Blake 8, Paige 3   |
| Oswald & Danny    | 好友（Cha Cha Cha隊） | 8th              | 7th              | 1st              | 1stƒ             | 6th              | 4th              | 4th              | 1st              | 4th              | 4th              | 4th              |                  |                  | Oswald 6, Danny 3  |
| Gary & Dave       | 前室友                | 9th              | 5th              | 3rd              | 2nd6             | 5th              | 2nd              | 1stƒ             | 3rd              | 5th              |                  |                  |                  |                  | Gary 2, Dave 5     |
| Mary & Peach      | 姊妹                  | 7th              | 4th              | 4th              | 5th              | 2nd              | 1st              | 6th5             |                  |                  |                  |                  |                  |                  | Mary 3, Peach 2    |
| Cyndi & Russell   | 牧師／已婚家長        | 2nd              | 6th              | 8th              | 6th              | 7th              |                  |                  |                  |                  |                  |                  |                  |                  | Cyndi 1, Russell 3 |
| Shola & Doyin     | 雙胞胎                | 3rd              | 1stƒ             | 5th2             | 8th5             |                  |                  |                  |                  |                  |                  |                  |                  |                  | Shola 0, Doyin 1   |
| Peggy & Claire    | 老奶奶                | 10th             | 8th              | 9th4 5           |                  |                  |                  |                  |                  |                  |                  |                  |                  |                  | Peggy 0, Claire 1  |
| Hope & Norm       | 已婚家長              | 4th1             | 10th             |                  |                  |                  |                  |                  |                  |                  |                  |                  |                  |                  | Hope 0, Norm 1     |
| Deidre3 & Hillary | 母女                  | 11th             |                  |                  |                  |                  |                  |                  |                  |                  |                  |                  |                  |                  | Deidre 0, Hilary 0 |

- 紅 已淘汰。
- 藍 最後到達之隊伍，但由於處在非淘汰賽段，並未淘汰。
- 綠ƒ 獲得快進線索。绿色的赛程号码表示该赛段有快进但无队伍使用。（注：从第1段到第11段都有快进卡）
- ^  注解1：Blake & Paige和Hope & Norm由于同时到达中继站，所以他们并列第四名。
- ^  注解2：Blake & Paige和Shola & Doyin由于同时到达中继站，所以他们并列第五名。
- ^  注解3：由于Deidre在前两集名字上显示为Deidre's，所以从第三集开始改回原来的名字。
- ^  注解4：由于Peggy & Claire睡过头，所以她们比原地时间晚37分钟出发。
- ^  注解5：Peggy & Claire, Shola & Doyin和Mary & Peach 因为其他队伍在他们之前都已到达中继站，所以他们直接前往中继站并被淘汰。
- ^  注解6：Gary & Dave和Chris & Alex 原本位列第二名和第七名，但由于他们驾车超速行驶，所以他们被罚时42分钟致使Gary & Dave在下一赛段在第三队出发，而Chris & Alex 出发顺序不变。
- ^  注解7：Wil和Blake没有正确完成路障，所以他们再做了一次。
- ^  注解8：Tara & Wil原本处于第二位，由于制作上引起的失误导致延迟1分钟，所以与Blake & Paige并列第一。

## 獎金及獎品
首隊隊伍完成該賽程會被給予獎品或獎金。
- 第1段 - 美國航空假期夏威夷遊
- 第8段 - 皇家加勒比海國際遊輪及精緻遊輪七天遊
- 第9段 - 美國航空假期坎昆遊
- 第10段 - 美國航空假期波多黎各遊
- 第11段 - 美國航空假期洛斯卡沃斯遊
- 第12段 - 美國航空假期倫敦及巴黎遊
- 第13段 - 一百萬美金

## 旅程
美国 →  巴西 →  南非 →  纳米比亚 →  泰國 →  香港 →   →  新西兰 →  美国

## 比賽路線

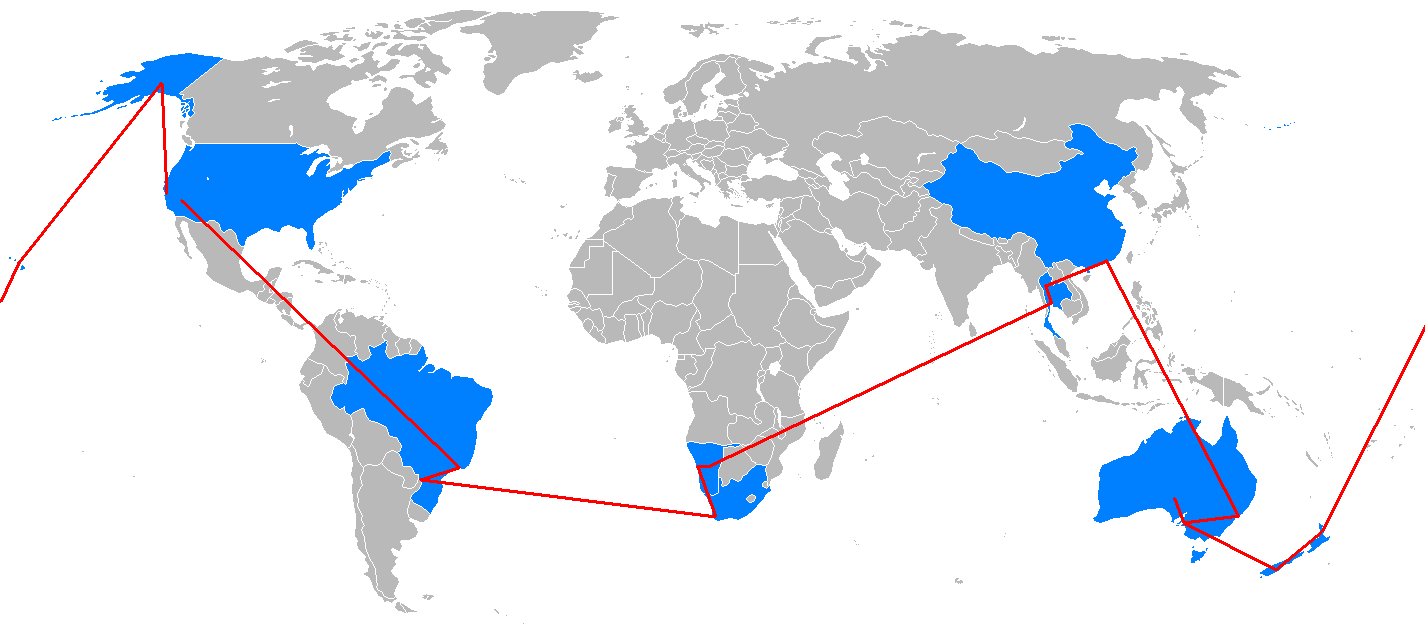
第二季路線圖。

### 第1段（美國 → 巴西）
- 美國內華達州帕伦普（起點线）
- 拉斯維加斯（麥卡倫國際機場）到 巴西里約熱內盧 （加利昂-安东尼奥·卡洛斯·若比姆国际机场）
- 里約熱內盧（耶穌基督像）
- 里約熱內盧（Paquetá Island）[AT1]
- 里約熱內盧（糖面包山）
- 里約熱內盧 (位于Urca海滩附近的Tocorime游艇)

绕道:高山--队伍要先步行一小段路,然后每名队员从垂降590英尺到达地面，就能获得下一条线索。海滩--队伍先乘缆车回到地面，在指定的海滩上找到照片里的人，找到后就能获得下一条线索。
附加任务
[AT1]:乘船到达Paquetá Island后,队伍要找到一棵名叫"Fat Maria"的树,每名队员要亲吻它,之后队伍前往Lido Hotel登记三班船的其中一班。

### 第2段（巴西）
- Barra da Tijuca(GRES Acadêmicos da Barra da Tijuca - Samba Club)[AT1]
  - 里約熱內盧（科帕卡巴那海灘）
- 里約熱內盧（佩德拉波尼塔—聖康拉多沙灘）
- 里約熱內盧(Terminal Rodoviária Novo Rio) 到 巴拉那州伊瓜蘇（Rodoviária Internacional de Foz do Iguaçu)
- 伊瓜蘇 (伊瓜蘇國家公園,伊瓜蘇瀑布 - Macuco Safari Dock)
- 伊瓜蘇 (伊瓜蘇國家公園-丛林营地)

通行证：队伍要前往科巴卡巴那海灘与专业的排球组合比赛，当赢得10分后就能获得通行证。（注：专业运动员会用脚踢球，而队伍可以手脚并用。）。
绕道：飞出--每名队员和教练一起利用滑翔翼到达附近的海滩就能获得下一条线索。找出--队伍要前往相同的海滩,利用金属探测器找到下一条线索。
路障：一名队员要利用地图乘坐快艇进入瀑布中心地带，找到有红黄旗的小岛。然后沿着作有标记的路前往下一条线索。
附加任务
[AT1]:在GRES Acadêmicos da Barra da Tijuca - Samba Club，队伍要找到所给的头饰羽毛相匹配的舞者就能获得下一条线索。

### 第3段（巴西 → 南非）
- 伊瓜蘇（伊瓜蘇國際機場）到 南非開普敦（開普敦國際機場）
- 开普敦 到 罗本岛[AT1]
- 罗本岛 到 开普敦
- Kalk Bay（Kalk Bay港口）
- Kalk Bay(Kalk Bay Station) 到 开普敦(开普敦火车站)
- Langa(Paradise Hair Salon, Zone 23)
- 斯泰伦博斯（Lanzerac Manor酒莊 （页面存档备份，存于））

绕道:跳舞--队伍要和穿上服装和当地舞队跳舞，从而吸引过路人付费。一旦他们赚够25兰特，就可以用这些钱去换取下一条线索。
搬运--队伍要步行前往指定渔船，然后将鱼从船上搬运至过磅处。一旦他们搬运的总重量达到125公斤就能获得下一条线索。
路障:一名队员要先买一盒泻盐和当地俗称“笑脸”的烤羊头，之后队伍要找到一位巫医。该巫医会收下烤羊头并用泻盐制作一杯药水，队员要喝掉它才能获得下一条线索。
附加任务
[AT1]:乘坐轮渡到达罗本岛后,队伍要在囚禁曼德拉长达18年的房间里找到下一条线索。

### 第4段（南非 → 納米比亞）
- 开普敦（开普敦航空商务中心）[AT1]
- 开普敦（开普敦国际机场） 到  納米比亞鲸湾港（鲸湾港機場）
- 斯瓦科普蒙德（燈塔）[AT2]
  - 斯瓦科普蒙德（斯瓦克普酒店 （页面存档备份，存于））
- 斯瓦科普蒙德（馬特杭沙丘 （页面存档备份，存于）））
- Spitzkoppe (General Dealer)[AT3]
- Spitzkoppe (Woodcarver's Market)
- 温得和克市郊（Amani Lodge）

通行证:队伍要前往一家由火车站改成的酒店，然后队伍要找到水池，通行证就在水池中央。
绕道:滑行--队伍在经过指导后，每名队员要用沙板从沙丘上滑下就能获得下一条线索。步行--队伍要沿着比赛旗帜步行到沙丘的背面就能获得下一条线索。
路障：一名队员要在市场里通过讨价还价，用剩下的经费买到狮子，犀牛，水牛，豹和大象的木雕制品。然后将买来的木雕制品交给一边的布什曼人，之后队伍会获得长颈鹿木雕制品和下一条线索。
附加任务
[AT1]:在开普敦航空商务中心，队伍要登记两班飞往納米比亞鲸湾港的包机。
[AT2]:在燈塔，队伍要远眺找到停在附近的越野车。之后队伍要前往那里就能获得下一条线索。（注：出于安全考虑，到晚上会由当地司机驾驶。)。
[AT3]:在General Dealer，队伍要向营业员获取一张明信片，明信片上就是下一条线索。

### 第5段（納米比亞 → 泰國）
- 温得和克（霍齐亚·库塔科国际机场）到 泰國曼谷（廊曼国际机场）
- 曼谷（曼谷大众运输系统-暹罗车站附近四面佛)
- 曼谷 到 Ratchaburi
- Ratchaburi(Wat Kao Chong Pran)
- Amphawa District(Ban Plai Pong Pang)

绕道:先难后易--队伍先步行前往水上的士码头,在众多的途径在此停靠的水上的士里找到前往指定的鸟类集市并搭乘它。到达集市后，队伍要买一笼麻雀并放生就能获得下一条线索。
先易后难--队伍要前往唐人街里指定的一条街，然后队伍要购买一辆纸做的汽车模型，之后到指定的寺庙把车烧掉就能获得下一条线索。
路障:一名队员要戴上口罩要进入满是蝙蝠的山洞里取得下一条线索并与队友汇合。

### 第6段（泰國）
- 曼谷（Pak Khlong Talat）
- 曼谷（华喃峰火车站） 到  清邁（清迈火车站）
- 清邁（Mueng Kuto的Old Bridge)
- 清迈府（Mae Ping Village）
- 清邁府（克伦村）

绕道:船只--队伍要划着竹筏沿着河道前往1.5英里外的车辆就能获得下一条线索。动物--队伍要骑着大象前往相同的地点就能获得下一条线索。
路障:一名队员要洗掉大象身上的传统装饰画，一旦大象主人认为清洗干净后就能获得下一条线索。

### 第7段（泰國 → 香港）
- 清邁（七塔寺）[AT1]
- 清邁（清邁國際機場）到 中國香港（香港國際機場）
- 灣仔區（中環廣場）[AT2]
  - 黄大仙區（黄大仙祠）
- 灣仔區（灣仔碼頭）到油尖旺區（尖沙咀天星码头）
- 西貢區（西貢墟）（未於電視上曝光）
- 葵青區（葵涌貨櫃碼頭—香港國際貨櫃碼頭）
- 中西區（龍匯道）到維多利亞港（鴨靈號）[AT3]

绕道:许愿树--队伍要乘坐出租车前往林村许愿树，之后队伍要将愿望写在卷轴上并扔到树上就能获得下一条线索。
草药茶--队伍要步往新填地街的生生藥行，然后每名队员要喝下一碗藥茶才能获得下一条线索。
通行证:队伍要前往黄大仙祠，然后在簽品哲理中心「上海一枝梅」檔裏找Amelia Chow女士。她会给一名队员看掌相和給另一名队员看面相，看完相之后就能获得通行证。
路障:一名队员在专业人士的指导下操控集装箱吊车，将集装箱离开平板卡车放到地面并将起重机移回原位。之后向其队友挥动旗帜，其队友则要在集装箱侧面拿走下一条线索。
附加任务
[AT1]:於七塔寺內，各隊獲告知要前往香港最高大廈的頂層，他們需找出那是中環廣場。
[AT2]:在中環廣場46樓（而非頂樓），队伍要用望远镜找到「绿白之星」（即天星小轮）。找到后，队伍要前往灣仔碼頭并搭乘天星小轮前往目的地找下一條線索。
[AT3]:完成路障（或通行证）後各隊要到龍匯道的碼頭尋找一舢舨，舢舨會駛往錨於維多利亞港內之一艘䑸——鴨靈號。

### 第8段（香港 → 澳大利亞）
- 中西區（中環（交易廣場）巴士總站）到 南區（淺水灣）
  - 離島區昂坪（宝莲禅寺—天壇大佛）
- 南區（鎮海樓公園—天后像）
- 南區（美利楼）
- 香港（香港國際機場）到 澳大利亞悉尼（悉尼機場）
- 悉尼（悉尼歌劇院）
- 悉尼（Museum of Contemporary Art）

通行证:队伍要前往宝莲禅寺，然后爬268级阶梯到达天壇大佛雕像就能获得通行证。
绕道:龙--队伍要沿着作标记水域划龙舟600米到达下一个线索箱。狮--队伍要拿着庆典用的狮子，並沿着作有标记路线步行前往同一个线索箱。
路障:一名队员要根据线索里的澳大利亚俚语找到相应的目的地，直到线索说明可以与队友汇合才算完成任务。

### 第9段（澳大利亞）
- 悉尼（悉尼港湾大桥）[AT1]
  - 悉尼（Harry's Cafe de Wheels）
- 悉尼(悉尼机场) 到 阿德莱德(阿德莱德机场)
- 阿德莱德（Cobham Aviation Services）[AT2]
- 阿德莱德（阿德莱德机场） 到  Coober Pedy （Coober Pedy机场）
- Coober Pedy (Metal Tree)
- Breakaways National Park (Lookout 2)
- Breakaways National Park （土著營地）

通行证：队伍要前往Harry's Cafe de Wheels。然后每名队员要吃掉一个肉饼才能获得通行证。
绕道：冷却--队伍要前往一座矿场并进入矿洞内，然后他们要在石头堆里找到蛋白石。之后他们要将该石头交给位于蓝色卡车旁的矿主就能获得下一条线索。
加热--队伍要前往一座高尔夫球场，然后根据地图打高尔夫球，一旦队伍按照正确的路线打完三洞就能获得下一条线索。
路障：一名队员要站在圆圈里的任意位置扔出回力镖，一旦回力镖回到圆圈内，就能会得到下一条线索。
附加任务
[AT1]：在攀爬悉尼港湾大桥之前，队伍要前往攀桥公司登记。然后爬到大桥的最顶端，在那里陪同他们的工作人员会给他们看下一条线索。
[AT2]：在Cobham Aviation Services，队伍要登记三班前往Coober Pedy的包机。

### 第10段（澳大利亞 → 紐西蘭）
- Glendambo 到 阿德莱德[AT1]
- 阿德莱德（阿德莱德國際機場）到 新西蘭皇后鎮（皇后鎮國際機場）
  - 皇后鎮（Shotover River）
- 皇后鎮（Wentworth Station）
- Nevis River（Nevis Highwire Platform）
- Mt Somers（Canterbury Plains - Inverary Sheep Station）

通行证:队伍要成坐喷射快艇沿着Shotover River飞驰，在此期间队伍要在河道旁找到比赛旗帜就能获得下一条线索。
绕道:快速蹦极--队伍要一起从蹦极台上一跃而下，当队伍到达峡谷后就能获得下一条线索。慢速步行--队伍要步行下山到达同一个线索箱。
路障：一名队员要进入围栏，将里面的三只黑色小绵羊赶到附近的小羊圈。之后就可以与队友前往附近的中继站。
附加任务
[AT1]：队伍驾车找到停在路边名叫road train的挂车，然后让司机载着他们和车前往Glendambo。在那里队伍要前往简易机场登记两班飞往阿德莱德的包机。

### 第11段（新西兰）
- 皮克顿（Interislander Picton Ferry Terminal）到 惠灵顿（Interislander Wellington Ferry Terminal）
- 羅托魯阿（毛利藝術與工藝學院 （页面存档备份，存于））
  - Mount Tarawera
- 怀托摩萤火虫洞（The Lost World）
- Woodhill（4 Track Adventures）
- 奧克蘭 (Ardmore Airport - Warbirds Hangar)

通行证:队伍要前往Mount Tarawera，沿着小路前行，然后队伍要奔向火山口就能获得通行证。
绕道:坠--队伍要和专业人员一起沿着洞穴绳降至底部，之后队伍会在耶稣石拿到下一条线索。攀--队伍要沿着梯子爬下到底部，之后在同一地点拿到下一条线索。
路障:一名队员要驾驶沙滩车前往海滩获得线索，然后在驾驶沙滩车与队友汇合。

### 第12段（新西兰 → 美国）
- 奧克蘭（約翰·羅根·堪培爾爵士紀念碑）
- 由 奧克蘭（奧克蘭國際機場）飛往 美國夏威夷州茂伊島（卡胡卢伊机场）
- Paia（old campus of Maui High School）
- 茂伊島（Pauwela Pineapple Field）
- 茂伊島（Molokini岛）
- 茂伊島 (Huialoha Church)

绕道：骑车--队伍要骑着自行车在一大片菠萝田里找到唯一一个红色的菠萝就能获得下一条线索。步行--队伍要在菠萝田里步行找到四个黄色菠萝的其中一个就能获得下一条线索。
路障：一名队员要潜入海里找到黄色的箱子，然后队员要想办法打开箱子获得里面的线索。

### 第13段（美国）
- 茂伊島（加休曼努女王出生地）
- 茂伊島（卡胡卢伊机场）到 阿拉斯加州安克拉治（安克拉治國際機場）
- 安克拉治（Rust's Flying Service （页面存档备份，存于））
- 安克拉治(Lake Hood Strip) 到 Trapper Creek(Overnight Rest)[AT1] [AT2]
- Big Lake(Homesteader's Hardware Store)[AT3]
- Hurricane Gulch
- 安克拉治（安克拉治國際機場）到 加州奥克兰（奥克兰国际机场）
- 三藩市（第97號地標，Atkinson-Esher House）
- 三藩市（都市碼頭）
- 索萨利托（位于East Fort Baker的Murray Circle （页面存档备份，存于））

路障:一名队员要利用之前所给的工具凿开一块冰，从而获得里面的线索。
附加任务
[AT1]：队伍要在冰屋留宿一晚，第二天队伍要穿上雪地鞋沿着作有标记的路找到下一条线索。
[AT2]：队伍要驾驶雪地车穿过冰河才能获得下一条线索。
[AT3]：在Homesteader's Hardware Store，队伍要拿走下一条线索和所需的物品。

## 外部連結
- Official website （页面存档备份，存于）
- TARFlies Times (Season 2) （页面存档备份，存于）
- 互联网电影数据库（IMDb）上《The Amazing Race 2》的资料（英文）
- Shola Richards' MySpace Profile